# 桃園市立菓林國民中學
桃園市立菓林國民中學是桃園市政府正在規劃中的學校，地點位於臺灣桃園市大園區菓林重劃區。

## 設校起源
2022年，桃園市政府教育局為滿足桃園航空城及開發區旁的菓林重劃區周邊居民就學需求增加及紓解竹圍國中增班壓力，並計畫於菓林重劃區內文中用地新設學校。